# مات ألبيرز
مات ألبيرز (بالإنجليزية: Matt Albers) هو لاعب كرة قاعدة أمريكي، ولد في 20 يناير 1983 في هيوستن في الولايات المتحدة.

## وصلات خارجية
- مات ألبيرز على موقع دوري كرة القاعدة الرئيسي (الإنجليزية)
- مات ألبيرز على موقعبيزبول رفرنس.كوم (الدوري الرئيسي) (الإنجليزية)
- مات ألبيرز على موقعبيزبول رفرنس.كوم (الدوري الثانوي) (الإنجليزية)
- مات ألبيرز على موقع إي إس بي إن.كوم (أم.أل.بي) (الإنجليزية)
- مات ألبيرز على موقع مشجعي الرسوم البيانية (الإنجليزية)